# Antoine-Laurent de Jussieu
.
Antoine Laurent de Jussieu (Lyon, 12. travnja 1748. – 17. rujna 1836.) je bio francuski botaničar iz poznate francuske botaničarske obitelji de Jussieu.
Istakao se kao prva osoba koja je predložila razvrstavanje biljaka cvjetnjača. Veći dio sustava kojeg je on predložio je u uporabi do današnjeg dana. U biologiji se rabi kratica Juss. kad se citira botaničko ime.
Rodio se u Lyonu. Bio je nećak francuskog botaničara Bernarda de Jussieua. U Parizu je studirao medicinu, a diplomirao je 1770. godine. Posao je našao iste godine. Predavao je od 1770. do 1826. botaniku u botaničkom vrtu Jardin des Plantes. Njegov sin Adrien-Henri je također postao botaničarom.
U svojoj studiji o cvjetnjačama Genera plantarum iz 1789., Jussieu je usvojio metodologiju koja se temelji na uporabi višestrukih znakova radi određivanja skupina. To je izvedena zamisao francusko-škotskog prirodoslovca Michela Adansona. To je bio značajni pomak od izvornog Linnéovog sustava, u kojem se biljke razvrstavalo u razrede i redove prema broju prašnika i tučaka. Jussieu je zadržao Linnéovo dvojno nazivlje, što je rezultiralo u radu koji se pokazao dalekosežna učinka; brojne današnje biljne porodice se i dalje pripisuju Jussieuu.

Mortonova History of botanical science (Povijest botaničke znanosti) iz 1981. navodi 76 biljnih porodica po Jussieuu u Međunarodnom kodeksu botaničke nomenklature, dok primjerice za Linnéa navodi samo 11. Pišući o prirodnim sustavima, Sydney Howard Vines je primijetio 
U 1788. su ga izabrali za inozemnog člana Švedske kraljevske akademije znanosti.
Bio je članom masonske lože Les Neuf Sœurs.

## Radovi
- Jussieu, Antoine Laurent de (1789.). Genera Plantarum, secundum ordines naturales disposita juxta methodum in Horto Regio Parisiensi exaratam. Paris. OCLC 315729.[3]
- Jussieu, Antoine Laurent de. Antonii Laurentii de Jussieu Genera plantarum :secundum ordines naturales disposita, juxta methodum in Horto regio parisiensi exaratam, anno M.DCC.LXXIV.[4]
- Jussieu, Antoine Laurent de. Opuscules de botanique.[5]